# 코인피클
코인피클(Coin Pickle)은 2023년 8월 주식회사 블루젬에서 설립한 암호화폐 정보공유 플랫폼으로 투자 보조지표, 뉴스 공유 및 커뮤니티 기능이 있다. 웹 기반의 서비스이며 애플리케이션으로도 운영되고 있다. 코인피클에서는 실시간 암호화폐 순위, 거래소 순위, 청산 맵, 히트맵, 파이어차트, 김치 프리미엄 등 다양한 투자 보조지표와 암호화폐 관련 뉴스, 이벤트 캘린더, 세계 경제 캘린더 등의 정보를 제공한다. 주요 이용 연령대는 20~40대이며 2025년 기준 월간 접속자는 약 30만명 정도이다.